# هیلی مک کال
هیلی مک کال (انگلیسی: Hayley McCall؛ زادهٔ ۱۴ مارس ۱۹۹۲) بازیکن فوتبال اهل ایالات متحده آمریکا است.
از باشگاه‌هایی که در آن بازی کرده‌است می‌توان به اسکای بلو اف‌سی اشاره کرد.
وی همچنین در تیم ملی فوتبال United States U-18 بازی کرده‌است.